# Saison 2 de The Walking Dead: World Beyond
 (septembre 2021).
Si vous disposez d'ouvrages ou d'articles de référence ou si vous connaissez des sites web de qualité traitant du thème abordé ici, merci de compléter l'article en donnant les références utiles à sa vérifiabilité et en les liant à la section « Notes et références ».
Chronologie
Saison 1
Cet article présente la deuxième et dernière saison de la série télévisée américaine The Walking Dead: World Beyond.

## Généralités
- Aux États-Unis, cette saison est diffusée à partir du 26 septembre 2021 sur AMC+ puis à partir du 3 octobre 2021[1] jusqu'au 5 décembre 2021 sur AMC.
- En France, cette saison est disponible à partir du 4 octobre 2021 sur le service Amazon Prime Video.

## Synopsis
La deuxième saison conclut l'histoire épique d'Iris, Hope, Elton et Silas. Alors qu'ils affrontent les mystérieux militaires de la République civique, les objectifs changent, les liens se forment et se dénouent, et l'innocence est à la fois perdue et retrouvée.

## Distribution

### Acteurs principaux
- Aliyah Royale (VF : Elsa Bougerie) : Iris Bennett
- Alexa Mansour (VF : Lou Lévy) : Hope Bennett
- Hal Cumpston (VF : Antoine Khorsand) : Silas Plaskett
- Nicolas Cantu (VF : Jean-Stan DuPac) : Elton Ortiz
- Nico Tortorella (VF : Eilias Changuel) : Felix Carlucci
- Annet Mahendru (VF : Flora Brunier) : Jennifer « Huck » Mallick
- Julia Ormond (VF : Odile Cohen) : Elizabeth Kublek
- Joe Holt (VF : Namakan Koné) : Dr Leo Bennett
- Jelani Alladin (en) : Will
- Natalie Gold (VF : Céline Mauge) : Dr Lyla Bellshaw
- Ted Sutherland (VF : Oscar Douieb) : Percy
- Pollyanna McIntosh (VF : Émilie Duchênoy) : Anne « Jadis » Stokes

### Acteurs récurrents
- Max Osinski (en) (VF : Nicolas Djermag) : Dennis
- Robert Palmer Watkins (VF : Fabrice Lelyon) : Frank Newton
- Gissette Valentin (VF : Sarah Barzyk) : Diane Pierce
- Anna Khaja : Indira
- Madelyn Kientz (VF : Laura Ollandini) : Asha
- Kellen Joseph Quinn : Grady
- Jesse Gallegos (VF : Cédric Lemaire) : Webb
- Ry Chase : Tiga

### Invités
- Noah Emmerich : Dr Edwin Jenner (épisode 10)

## Épisodes

### Épisode 1:Konsekans
- États-Unis : 26 septembre 2021 sur AMC+ / 3 octobre 2021 sur AMC
- France : 4 octobre 2021 sur Amazon Prime

- États-Unis : 753 000 téléspectateurs (première diffusion)

### Épisode 2:S'imposer
- États-Unis : 3 octobre 2021 sur AMC+ / 10 octobre 2021 sur AMC
- France : 11 octobre 2021 sur Amazon Prime

- États-Unis : 807 000 téléspectateurs (première diffusion)

### Épisode 3:Blessures ouvertes
- États-Unis : 10 octobre 2021 sur AMC+ / 17 octobre 2021 sur AMC
- France : 18 octobre 2021 sur Amazon Prime

- États-Unis : 669 000 téléspectateurs (première diffusion)

### Épisode 4:La Famille, c'est pourri
- États-Unis : 17 octobre 2021 sur AMC+ / 24 octobre 2021 sur AMC
- France : 25 octobre 2021 sur Amazon Prime

- États-Unis : 688 000 téléspectateurs (première diffusion)

### Épisode 5:Moment décisif
- États-Unis : 24 octobre 2021 sur AMC+ / 31 octobre 2021 sur AMC
- France : 1er novembre 2021 sur Amazon Prime

- États-Unis : 510 000 téléspectateurs (première diffusion)

### Épisode 6:Qui es-tu?
- États-Unis : 31 octobre 2021 sur AMC+ / 7 novembre 2021 sur AMC
- France : 8 novembre 2021 sur Amazon Prime

- États-Unis : 431 000 téléspectateurs (première diffusion)

### Épisode 7:Du sang et des mensonges
- États-Unis : 7 novembre 2021 sur AMC+ / 14 novembre 2021 sur AMC
- France : 15 novembre 2021 sur Amazon Prime

- États-Unis : 490 000 téléspectateurs (première diffusion)

### Épisode 8:L’Évasion
- États-Unis : 14 novembre 2021 sur AMC+ / 21 novembre 2021 sur AMC
- France : 22 novembre 2021 sur Amazon Prime

- États-Unis : 527 000 téléspectateurs (première diffusion)

### Épisode 9:La Mort et les morts
- États-Unis : 21 novembre 2021 sur AMC+ / 28 novembre 2021 sur AMC
- France : 29 novembre 2021 sur Amazon Prime

- États-Unis : 539 000 téléspectateurs (première diffusion)

### Épisode 10:La Dernière lueur
- États-Unis : 28 novembre 2021 sur AMC+ / 5 décembre 2021 sur AMC
- France : 6 décembre 2021 sur Amazon Prime

- États-Unis : 428 000 téléspectateurs (première diffusion)